# 대주
대주(貸株, stock loan)는 금융에서 한 기업 또는 인물이 다른 실체에 빌려주는 유가증권이다.
순수 현금이 아닌 것으로는 국채, 전환사채, 회사채 등의 금융상품이 포함된다. 대주의 주요 대출자에는 상호 펀드, 보험회사, 연금플랜, 상장지수 펀드, 기타 대형 투자 포트폴리오가 포함된다.
대주는 실패한 거래를 제거하는 것 외에도 헤지 펀드와 기타 투자 대상이 주식의 공매도를 할 수 있도록 하는데 있어 중요한 수단이 된다.